# (46719) Plantade
Pour les articles homonymes, voir Plantade.
(46719) Plantade est un astéroïde de la ceinture principale.

## Description
(46719) Plantade est un astéroïde de la ceinture principale. Il fut découvert le 1er août 1997 dans le Parc national des Cévennes par l'Observatoire des Pises. Il présente une orbite caractérisée par un demi-grand axe de 2,74 UA, une excentricité de 0,12 et une inclinaison de 7,3° par rapport à l'écliptique.

## Nom
Cet astéroïde est nommé d'après François de Plantade (1670-1741)